# Grzegorz Bodziana
Grzegorz Bodziana (* 3. Juni 1981 in Duszniki-Zdrój) ist ein ehemaliger polnischer Biathlet, der für den KS AZS-AWF Katowice startete.

## Werdegang
Grzegorz Bodziana lebte und trainiert in Duszniki Zdró, aktiv war er seit 1998 im Biathlonsport. Seit 2000 gehörte der von Adam Kolodziejczyk trainierte Athlet dem Nationalkader Polens an. Sein internationales Debüt gab Bodziana im Rahmen der Junioren-Europameisterschaften 2000 in Kościelisko, wo er 15. im Einzel wurde und mit der Staffel als Viertplatzierter knapp eine Medaille verpasste. Es folgten die Junioren-Weltmeisterschaften in Hochfilzen mit den Rängen 34 in Sprint und Verfolgung sowie Platz 12 im Staffelwettbewerb. Die Junioren-WM 2001 in Chanty-Mansijsk brachte mit den Rängen 25 im Einzel sowie acht mit der Staffel bessere, aber mit Platz 64 im Sprint auch ein schlechteres Ergebnis. Im Biathlon-Europacup und damit im Leistungsbereich debütierte der Pole in der Saison 2002/03. Erste Punkte gewann er als 19. in einem Einzel in Obertilliach. Zum Ende der Saison konnte Bodziana erstmals im Biathlon-Weltcup starten. Sein erstes Rennen war ein Sprint in Lahti, bei dem er als 64. das Ziel erreichte. Ein erstes Top-Ten-Ergebnis erreichte er mit der Staffel 2004 in Ruhpolding. In Einzelrennen konnte er jedoch nie die Punkteränge erreichen, als 32. beim Einzel der Biathlon-Weltmeisterschaften 2004 in Oberhof kam er den Punkten am nächsten und verpasste sie um zwei Ränge. Im Sprint erreichte er bei der WM den 75. Platz, mit Michał Piecha, Wiesław Ziemianin und Tomasz Sikora wurde er im Staffelrennen zudem Elfter. Die EM in Minsk brachte mit den Rängen 40 im Einzel, 32 im Sprint und 30 in der Verfolgung durchwachsene Ergebnisse, doch im Staffelwettbewerb gewann Bodziana mit seinen Kollegen aus der WM-Staffel hinter den Teams aus Deutschland und Norwegen die Bronzemedaille und erreichte damit seinen größten internationalen Erfolg. 
Die Biathlon-Weltmeisterschaften 2005 in Hochfilzen verliefen mit den Plätzen 50 im Sprint, 54 in der Verfolgung und acht in der Staffel mittelmäßig. Im Jahr darauf konnte der Pole als Karrierehöhepunkt an den Olympischen Winterspielen 2006 in Turin teilnehmen. Bei den Wettbewerben in Cesana San Sicario erreichte Bodziana die Ränge 72 im Einzel und 67 im Sprint, womit er die Verfolgung und den Massenstart verpasste. Auch beim Staffelrennen kam er nicht zum Einsatz. Bei den Weltmeisterschaften 2006 in Pokljuka und 2007 in Antholz kam er nur noch in der Mixed-Staffel beziehungsweise der Staffel zum Einsatz und wurde 15. sowie 13. und beendete 2007 seine Karriere. National gewann er, nachdem er schon 2005 Dritter im Sprint war und dieses Resultat auch im Jahr darauf in der Verfolgung und im Einzel erreichte, 2006 mit Krzysztof Uklejewicz, Łukasz Witek und Michał Piecha den Titel im Staffelrennen mit der Vertretung des AZS AWF Katowice. 2007 konnte er den Titel im Einzel erringen, zudem nochmals Bronze in Sprint und Verfolgung.